# Arnaud Lusamba
Arnaud Lusamba (* 4. Januar 1997 in Metz, Frankreich) ist ein französischer Fußballspieler. 

## Karriere

### Verein
Lusamba kam über den ESAP Metz in die Jugend des AS Nancy und gab dort sein Debüt in der Ligue 2 am 1. August 2014 gegen den FCO Dijon (1:1). 2016 wurde er vom OGC Nizza verpflichtet und die Saison 2018/19 an Cercle Brügge nach Belgien verliehen. Nach seiner Rückkehr nach Frankreich schloss er sich Amiens SC im Jahr 2020 an und blieb dort bis 2022. Während dieser Zeit absolvierte er 65 Spiele und erzielte 5 Tore. Im Jahr 2022 wechselte er zu Alanyaspor, bevor er im Laufe für die Saison 2023/2024 an Pendikspor ausgeliehen wurde.

### Nationalmannschaft
Er spielte zwischen 2012 und 2016 insgesamt 16 Mal für verschiedene Nachwuchsmannschaften des französischen Verbandes und erzielte dabei vier Tore.